# NGC 6863
NGC 6863 is een asterisme in het sterrenbeeld Arend. Het hemelobject werd op 25 juli 1827 ontdekt door de Britse astronoom John Herschel.